# Terceiro milénio a.C.
O  terceiro milênio a.C. ocorre da antiga para a média Idade do Bronze. Iniciou-se no primeiro dia de 3.000 a.C. e terminou no último dia de 2.001 a.C..
Representa um período de tempo em que o imperialismo, ou o desejo de conquistar, cresceu nas cidades-estados do Oriente Médio e também em toda a Eurásia, com a expansão indo-europeia na Anatólia, Europa e Ásia Central. Estima-se que a população mundial chegou ao número de 30 milhões nesse milênio.

Mapa geral do mundo no final do terceiro milênio a.C., codificado por cores por estágio cultural
caçadores-coletores
pastores nômades
sociedades agricultoras simples
sociedades agricultoras complexas
estados-nações (reinos e cidades-estados)

## Visão geral
A Idade do Bronze começou, estimativamente, entre 3000 a.C. e 2500 a.C..
O milênio anterior viu o surgimento de técnicas avançadas, civilizações urbanizadas, a nova metalurgia do bronze, extensão da produtividade do trabalho agrícola e alto desenvolvimento dos meios de comunicação por meio da escrita. No terceiro milênio a.C., o crescimento dessas riquezas, tanto fisicamente como intelectualmente, se tornou fonte de discórdia no palco político, e governantes procuravam cada vez mais a acumulação de riqueza e poder. Nesse milênio, também apareceram a mega arquitetura, o imperialismo, o absolutismo organizado e as revoltas internas.
As civilizações da Suméria e Acádia se tornaram numa coleção de cidades-estados voláteis, onde a guerra era algo comum. Conflitos ininterruptos drenavam todo tipo de matéria, energia e população.
No Antigo Egito, as pirâmides foram construídas e seriam as maiores e mais altas construções humanas durante milhares de anos. Ainda no Antigo Egito, faraós começaram a identificarem a si mesmos como deuses vivos, feitos de uma essência diferente dos outros humanos. Mesmo na Europa onde a cultura ainda era neolítica, os construtores de megálitos estavam já construindo gigantes monumentos próprios.
No encerramento do milênio, o Egito passou pela primeira revolta popular registrada na história. Depois de longas guerras, os sumérios reconheceram os benefícios da unificação em uma forma estável de governo nacional; e tornou-se um Estado relativamente pacifico e bem organizado, chamado de 3ª dinastia de Ur. Esta dinastia veio a se tornar, mais tarde, envolvida com uma onda de invasores nômades conhecidos como amoritas, que desempenhariam um papel importante na região durante os séculos seguintes.

## Eventos

### 3000 a.C.
- Os Semitas habitam a região da Mesopotâmia.
- Primeiros concílios sacerdotais na América do Sul.
- Desenvolvimento da cerâmica nas Américas.
- Data provável dos megálitos do Stonehenge, na Inglaterra.
- Época em que a civilização de Caral (Norte Chico) se estabeleceu ao norte de onde hoje é Lima, capital do Peru, onde teria existido por quase 1 200 anos até à sua queda.

### 2800 a.C.
- Começo da formação das cidades sumerianas, como Quis, Lagaxe, Xurupaque, Uma, Ur, Uruque e Eridu, além da civilização Harapa, na Índia.

### 2700 a.C.
- Começa a construção das pirâmides de Gizé, no Egito.

### 2686 a.C.
- Fundação da terceira dinastia egípcia pelo faraó Djoser, com a transferência da capital para Mênfis, iniciando-se assim o Império Menfita.

### 2600 a.C.
- Ano estimado da construção da cidade da extinta Civilização de Harapa, cujas ruínas são chamadas de Moenjodaro.

### 2500 a.C.
- Ur-Nanse chega ao poder em Lagaxe, uma das cidades semitas.
- Os egípcios descobrem o papiro e a tinta para a escrita; e constroem as primeiras bibliotecas.
- Objetos de ferro são confeccionados no antigo Oriente Próximo.

### 2400 a.C.
- Os egípcios importam ouro de outras partes da África.

### 2331 a.C.
- Fundação do primeiro Império mesopotâmico, por Sargão I.

### 2300 a.C.
- Cavalos são domesticados no Egito.
- Galinhas são domesticadas na Babilônia.
- Arcos e flechas são usados em guerras.

### 2200 a.C.
- Chineses no vale do Rio Amarelo.

### 2190 a.C.
- Invasão e destruição das cidades mesopotâmicas pelos Gútios, povos pastores nômades.

### 2100 a.C.
- Os mesopotâmios fabricam vidro e constroem zigurates (como a torre de Babel).
- Entre 2100 e 1600 a.C., foram escritos os poemas sumérios de Gilgamesh.[1]

### 2089 a.C.
- Egialeu começa a reinar em Sicião, 1313 anos antes da primeira olimpíada.[2]

### 2084 a.C.
- Um povo da Arábia, os hicsos, ou reis pastores, invadem e conquistam o Egito. Seu primeiro rei, Salátis, reina por 19 anos.[2]

### 2065 a.C.
- Bnon, segundo rei hicso do Egito; ele reina por 44 anos.[2]

### 2050 a.C.
- Fundação da terceira dinastia de Ur pelo rei Ur-Namu.

### 2049 a.C.
- Sobe ao trono do Babilônia o rei Sumuabum.

### 2021 a.C.
- Apachnan, rei do Egito. Ele reina por 36 anos e 7 meses.[2]

## Pessoas importantes
- Imotepe — Chanceler do faraó Djoser, considerado o primeiro arquiteto, médico e engenheiro da história antiga;
- Ur-Namu — fundador da terceira dinastia de Ur;
- Sargão — primeira pessoa de qual se tem conhecimento na história a criar um império;
- Enheduana — princesa acadiana e Alta Sacerdotisa;
- Djoser — segundo faraó da Terceira Dinastia do Antigo Egito;
- Gilgamesh — rei da Suméria;
- Lugalsagizi — rei de Uruque e Uma, conquistador de Lagaxe;
- Os Três Augustos e os Cinco Imperadores da China;
- Quéops — segundo faraó da quarta dinastia do Egito e construtor da Pirâmide de Quéops.